# NGC 6203
NGC 6203 је лентикуларна галаксија у сазвежђу Херкул која се налази на NGC листи објеката дубоког неба.
Деклинација објекта је + 23° 46' 31" а ректасцензија 16h 40m 27,3s. Привидна величина (магнитуда) објекта NGC 6203 износи 14,4 а фотографска магнитуда 15,4. NGC 6203 је још познат и под ознакама MCG 4-39-19, CGCG 138-55, NPM1G +23.0430, PGC 58729.